# Дубівська сільська рада (Бердичівський район)
Дубівська сільська рада (до 1946 року — Чехівська сільська рада) — колишня адміністративно-територіальна одиниця та орган місцевого самоврядування в Білопільському, Бердичівському районах і Бердичівській міській раді Бердичівської округи, Вінницької та Житомирської областей Української РСР з адміністративним центром у селі Дубівка.

## Населені пункти
Сільській раді на час ліквідації були підпорядковані населені пункти:
- с. Дубівка

## Населення
Відповідно до перепису населення СРСР 17 грудня 1926 року, чисельність населення ради становила 863 особи, з них за статтю: чоловіків — 414, жінок — 449; етнічний склад: українців — 863. Кількість домогосподарств — 191.

## Історія та адміністративний устрій
Створена 1923 року, як Чехівська сільська рада, в складі с. Чехи (згодом — Дубівка) та лісової сторожки Шапірів Пузирецької волості Бердичівського повіту Київської губернії. 7 березня 1923 року увійшла до складу новоствореного Білопільського району Бердичівської округи.
17 червня 1925 року, відповідно до постанови ВУЦВК та РНК УСРР «Про адміністраційно-територіяльне переконструювання Бердичівської й суміжних з нею округ Київщини, Волині й Поділля», сільська рада увійшла до складу новоствореного Бердичівського району Бердичівської округи. 15 вересня 1930 року, відповідно до постанови ВУЦВК та РНК УСРР «Про ліквідацію округ та перехід на двоступеневу систему управління», сільську раду передано в підпорядкування Бердичівської міської ради. 28 червня 1939 року, відповідно до указу Президії Верховної ради Української РСР «Про утворення Бердичівського сільського району Житомирської області», рада увійшла до складу відновленого Бердичівського району. Станом на 1 жовтня 1941 року ліс. стор. Шапірів не перебуває на обліку населених пунктів.
7 червня 1946 року, відповідно до указу Президії Верховної ради Української РСР «Про збереження історичних найменувань та уточнення і впорядкування існуючих назв сільрад і населених пунктів Житомирської області», сільську раду перейменовано на Дубівську, внаслідок перейменування центру ради на с. Дубівка.
Станом на 1 вересня 1946 року Дубівська сільська рада входила до складу Бердичівського району Житомирської області, на обліку в раді перебувало с. Дубівка.
Ліквідована 11 серпня 1954 року, відповідно до указу Президії Верховної ради УРСР «Про укрупнення сільських рад по Житомирській області», територію та с. Дубівка приєднано до складу Красівської сільської ради Бердичівського району Житомирської області.